# Cantó de Vif
El cantó de Vif  és un cantó francès del departament de la Isèra, situat al districte de Grenoble. Té sis municipis i el cap és Vif.

## Municipis
- Claix
- Le Gua
- Pont-de-Claix
- Saint-Paul-de-Varces
- Varces-Allières-et-Risset
- Vif

## Història
| Data d'elecció                           | Identitat         | Partit | Qualitat |
| ---------------------------------------- | ----------------- | ------ | -------- |
| 1945-1964                                | Jean Landru       | SFIO   |          |
| 1964-1965                                | Maurice Bochet    | PCF    |          |
| 1965-1973                                | Joseph Thévier    | SFIO   |          |
| 1973-1999                                | Michel Couétoux   | PCF    |          |
| 1999-2001                                | Denis Bonzy       | RPR    |          |
| 2001-                                    | Brigitte Perillie | PS     |          |
| les dades anteriors no són pas conegudes |                   |        |          |
|                                          |                   |        |          |

| 1962   | 1968   | 1975   | 1982   | 1990   | 1999   | 2007   |
| ------ | ------ | ------ | ------ | ------ | ------ | ------ |
| 14.167 | 20.054 | 24.790 | 27.420 | 32.246 | 34.370 | 37.692 |